# Bert van Ierland
Bert van Ierland (1918 - 2003), bijgenaamd "Rooie Bert", was een Nederlandse voetballer die tussen 1936 en 1952 uitkwam voor Willem II, waarmee hij in 1952 landskampioen werd. Hij was een verdediger die het van zijn fysiek en spelinzicht moest hebben.